# Amalthea (mythologie)

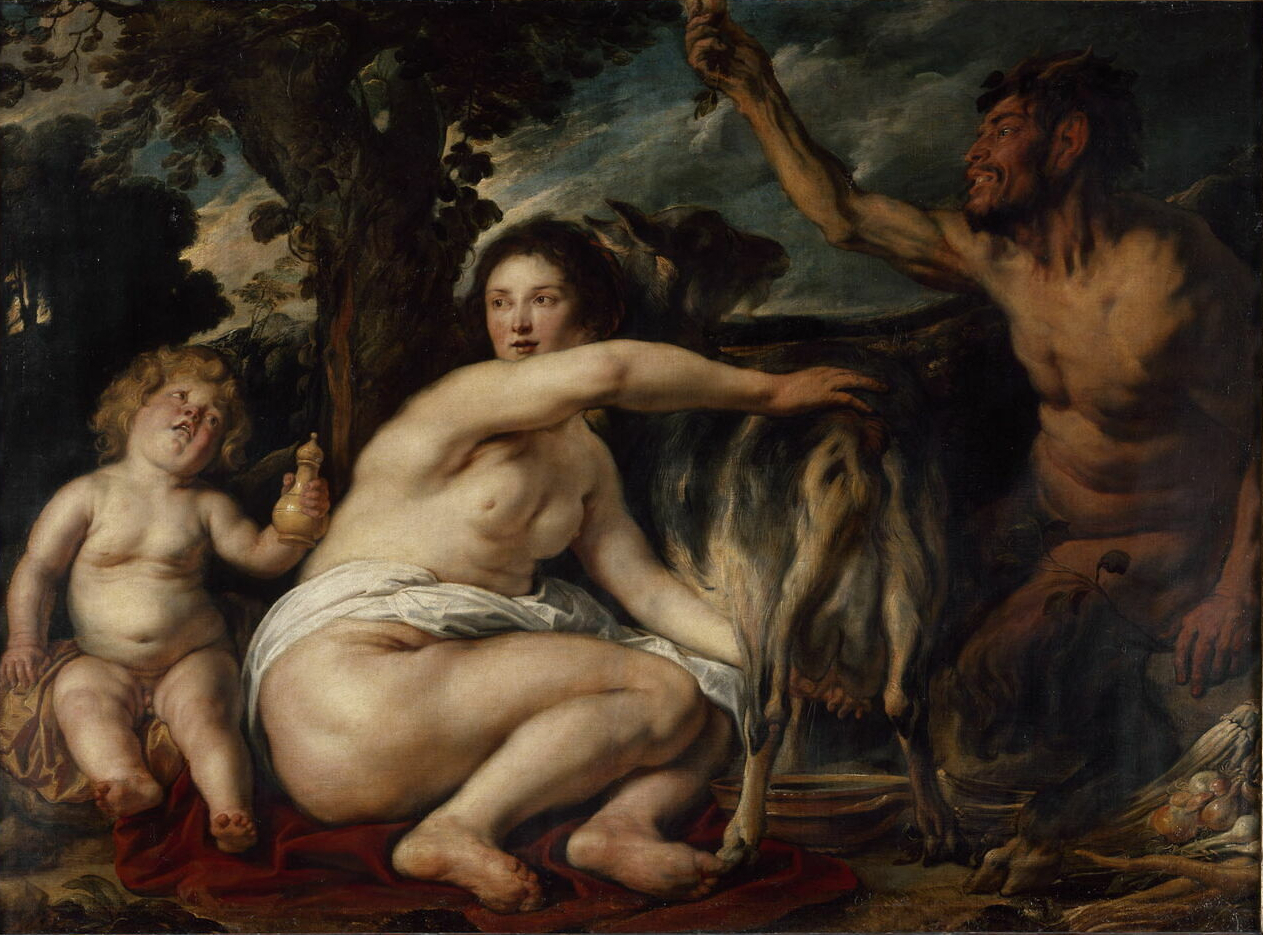
De Jeugd van Zeus door Jacob Jordaens (ca. 1630). Amalthea wordt voorgesteld als de nimf die de geit melkt.

Amalthea of Amaltheia (Grieks: Ἀμάλθεια; voor zachtaardig) is een Oceanide (een dochter van Oceanus en Tethys) uit de Griekse mythologie. Ze wordt vaak afgebeeld als de geit die de jonge oppergod Zeus opvoedde op Kreta of als de nimf die deze geit melkt.
Toen een van haar hoorns afbrak, vulde Zeus deze met allerlei rijkdommen en gaf hem aan de godin Fortuna als de cornucopia. Later werd de cornucopia ook het symbool van verschillende andere godheden, waaronder Cybele, Demeter en Gaia.
Nadat Amalthea was gestorven, gebruikte Zeus haar huid om zijn schild - de Aegis - te vervaardigen.